# Jiří Wolf
Jiří Wolf (* 5. ledna 1952 Jindřichův Hradec) je signatář Charty 77, bývalý politický vězeň, antikomunista, autor pohádkových knih a radikální odpůrce a kritik Václava Havla a dalších předních představitelů Charty 77.
Jiří Wolf je rozvedený, s ženou Zuzanou má syna Daniela (narozen 1. června 1978).

## Trestní stíhání a internace za komunistického režimu
Poprvé byl odsouzen 16. února 1978 ke třem letům vězení za podvracení republiky podle § 98 odst. 1 trestního zákona., ve II. nápravně-výchovné skupině pro údajné podvracení republiky. Ve vězení mu byl trest prodloužen o půl roku pro údajné křivé obvinění.
Po svém propuštění se začal aktivně pohybovat v chartistických kruzích a byl ve styku např. s Janem Wünschem. Dostal se do velmi tíživé finanční situace, kdy mu údajně pomohla i Nadace Charty 77. Podle knižně vydané korespondence Františka Janoucha a Václava Havla obdržel Wolf na Havlovu přímluvu dvakrát 400 Tuzexových bonů, v únoru a v listopadu 1982.
Podruhé byl zatčen 17. května 1983 pro údajné podvracení republiky podle § 98/odst. 1, 2, které mělo spočívat především v tom, že poskytl rakouskému velvyslanectví v Praze dokument Zpráva o poměrech v NVÚ Minkovice. Byl odsouzen Městským soudem v Praze 21. prosince 1983 k 6 letům vězení ve III. nápravně-výchovné skupině a 3 letům ochranného dohledu. Vězněn v NVÚ Valdice.
Zprávu o poměrech panujících v komunistickém vězeňství napsal na základě vlastních zkušeností hned pro propuštění z Valdic roku 1980 a prostřednictvím Anny Šabatové odeslal ke zveřejnění za hranice. Plánoval, že bude zveřejněna až poté, co se vystěhuje do Rakouska. Dohodu však porušil a zprávu předčasně vydal Jan Kavan v nakladatelství Palach Press a Wolf byl na cestě do Rakouska zatčen.
Ve věznici Minkovice, kde vězni v těžkých podmínkách pracovali pro firmu Preciosa, se poměry rovnaly nacistickým koncentračním táborům. Po mezinárodní ostudě došlo v Minkovicích k omezení násilností.
Ve své knize Good Soldier Wolf: One Man's Struggle for Freedom in Czechoslovakia. obvinil bývalého přítele Františka Hrabala ze spolupráce s STB a ze zpronevěry části výdělku za publikaci Zprávy v nakladatelství Palach Press.
V rozsudku č.j. 4 T 53/80 bylo konstatováno, že u pana Wolfa byla zjištěna „trvalá povahová odchylka, psychopatie, a tato porucha je výrazná“. V pedagogicko-psychologické charakteristice, zpracované při nástupu výkonu trestu v roce 1979 je uvedeno, že se jedná o „primárně narušeného jedince s psychopatickou strukturou osobnosti. Jeho osobnost je hysterická, sociálně maladaptivní, s rysy nezdrženlivosti. Má narušen hodnotový a zejména normativní systém“. V hodnocení vychovatele NVÚ Minkovice ze dne 17. 3. 1980 je mj. uvedeno, že „se velmi nerad podřizuje ustanovením ústavního řádu a Řádu o výkonu trestu odnětí svobody, který neuznává a nerespektuje. Jde o soustavného stěžovatele právě na to, že je po něm vyžadováno plnění povinností ve výkonu trestu. Povahově je nevyrovnaný, vznětlivý, neukázněný a v konfliktních situacích hrubý a sprostý ve vyjadřování. Soustavně se domáhá výhod, které mu nenáležejí a při neúspěchu je arogantní a provokativní. Ve výkonu trestu se cítí být mučedníkem a po odpykání trestu bude účtovat“.

## Obvinění Josefa Vondrušky
V září 2006 společně s dalšími dvěma vězni z Minkovic, Vladimírem Hučínem a Jiřím Gruntorádem, obvinili tehdejšího komunistického poslance JUDr. Josefa Vondrušku, že je jako vězeňský dozorce týral. V říjnu roku 2013 soud Josefa Vondrušku osvobodil.

## Kritika představitelů Charty 77
Po revoluci Jiří Wolf publikuje v internetových médiích články, v nichž líčí Václava Havla jako morální kreaturu, notorického alkoholika atd, obviňuje vedoucí představitele Charty 77, že ve velkém zpronevěřovali zahraniční finanční pomoc pro český disent.
Denunciace týkající se zneužití peněz odmítl zakladatel Nadace Charty 77 František Janouch a předseda její správní rady, když upozornil, že peníze byly důkladně evidovány a že korespondence Havel-Janouch, která se týká důvodů a účelů, pro které byly peníze zasílány, byla publikována v roce 2007 bez jediného redakčního či cenzurního škrtu. Janouch uvedl, že "Poznamenám, že navíc všechny účetní knihy Nadace Charty 77 jsou zachovány a uloženy v archivu – lze v nich dohledat každou, i sebemenší, finanční položku, navíc doloženou doklady. Účetní knihy a doklady Nadace procházely důkladnou kontrolou švédského revizora a byly každoročně schvalovány švédskými daňovými úřady."
John Bok uvedl, že Wolf před revolucí žádné výhrady neměl. Zklamalo jej až polistopadové dění a to, že jeho utrpení nebylo podle něj dostatečně oceněno. Veškerou nespokojenost s dalším vývojem si personifikoval do osoby Václava Havla. Wolf podle něj nikdy nebyl s Havlem v užším kontaktu, což potvrzuje i Wolfova kniha, kde se zmiňuje, že se několikrát zúčastnil bytových diskusí, které se u Havlů pravidelně konaly. John Bok se v letech 1988 a 1989 Havlovým staral o byt a z toho důvodu je přesvědčen, že „všechny ty věci, které Jiří píše, jsou lež“.
Olgu Havlovou obvinil Wolf z nekalých praktik při získávání financí pro její nadaci v 90. letech (údajnou korupcí úřadu MČ Praha 1 a ministerstva zdravotnictví).
Kritizoval rovněž poměry v Konfederaci politických vězňů pod vedením Naděždy Kavalírové.
V lednu 2012 šířil tvrzení, že Havlova rakev při smutečních obřadech byla prázdná.
18. října 2020 vystoupil na akci sportovních fanoušků proti opatřením vlády směrovaným proti šíření covidu-19. Akce nedodržela bezpečnostní opatření a došlo k potyčce s policií ČR.

## Spisovatelská činnost
V roce 1994 vyšel životopis Good Soldier Wolf, který spolu s Wolfem napsal kalifornský novinář Stuart Rawlings.
V letech 2000 a 2002 vydalo brněnské nakladatelství Doplněk dvě knihy povídek pro děti: na obálce je jako autor uveden Král Buchtelík V., v tiráži Jiří Wolf. U první knihy nakladatelství v anotaci píše, že příběhy autor vytvořil během věznění. Druhá kniha jsou pohádkové příběhy z prostředí rodin vltavských plavců (vorařů); v povídkách vystupují jako pohádkové bytosti například čerti nebo baronka Bída a její bratr Hlad. Obě knihy ilustrovala Jana Braná.
Napsal rovněž knihu Malostranské vyprávěnky, na kterou mu udělila grant městská část Praha 1, k vydání podle jeho vyjádření nedošlo, údajně pro jeho antikomunistickou činnost.